# Robert Rosenthal
Robert Rosenthal (ur. 1933, zm. 2024) – amerykański psycholog pochodzenia niemieckiego, profesor Uniwersytetu Kalifornijskiego. Opisał znany w psychologii efekt Pigmaliona (nazywany też efektem Rosenthala), będący odmianą samospełniającej się przepowiedni. Jego prace przyczyniły się do rozwoju i popularyzacji wykorzystania metaanalizy.
Rosenthal był jednym z najczęściej cytowanych psychologów XX wieku.

## Wybrane publikacje książkowe
- Pygmalion in the Classroom: Teacher Expectation and Pupils’ Intellectual Development (współautorka: Lenore Jacobson)

## Wybrane artykuły naukowe
- Rosenthal, R., & Rubin, D. B. (1986). Meta-analytic procedures for combining studies with multiple effect sizes. „Psychological Bulletin”, 99(3), 400–406. https://doi.org/10.1037/0033-2909.99.3.400
- Rosenthal, R., & Rubin, D. B. (1982). A simple, general purpose display of magnitude of experimental effect. „Journal of Educational Psychology”, 74(2), 166–169. https://doi.org/10.1037/0022-0663.74.2.166
- Rosenthal, R. (1979). The file drawer problem and tolerance for null results. „Psychological Bulletin”, 86(3), 638.
- Rosenthal, R. (1978). Combining results of independent studies. „Psychological Bulletin”, 85(1), 185–193. https://doi.org/10.1037/0033-2909.85.1.185